# Cyperus forskalianus
Cyperus forskalianus är en halvgräsart som beskrevs av Väre och Ilkka Toivo Kalervo Kukkonen. Cyperus forskalianus ingår i släktet papyrusar, och familjen halvgräs. Inga underarter finns listade i Catalogue of Life.